# Norbert Dölitzsch
Norbert Dölitzsch (* 24. März 1955 in Hannover) ist ein ehemaliger deutscher Fußballspieler.

## Werdegang
Der Mittelfeldspieler Norbert Dölitzsch begann seine Karriere mit elf Jahren beim TSV Fortuna Hannover. Über den Hannoverschen SC und den Post SV Hannover wechselte er im Sommer 1980 zum SV Arminia Hannover in die Oberliga Nord. Zwei Jahre später wechselte er zum TuS Schloß Neuhaus aus Paderborn, der gerade in die 2. Bundesliga aufgestiegen war. Er debütierte am 7. August 1982 bei der 0:2-Niederlage der Neuhäuser gegen den SV Waldhof Mannheim. In 36 Zweitligaspielen erzielte er fünf Tore, konnte aber den direkten Wiederabstieg seiner Mannschaft nicht verhindern.
Trotz eines Angebots von Alemannia Aachen blieb Dölitzsch beim TuS Schloß Neuhaus, bevor er im Sommer 1985 zum Ligarivalen FC Gütersloh wechselte. Während dieser Zeit gewann er 1986 mit der Westfalenauswahl den Länderpokal. Zwei Jahre später ging Dölitzsch zum Paderborner Landesligisten Blau-Weiß Wewer und spielte in der Saison 1991/92 für den Verbandsligisten Teutonia Lippstadt. Über Rot-Weiß Mastholte wechselte der inzwischen 40-jährige Dölitzsch 1995 zum Landesligisten SV Steinheim, mit dem er ein Jahr später den Aufstieg in die Verbandsliga erst nach einer Entscheidungsspielniederlage gegen den VfB 03 Bielefeld verpasste.
Danach war Dölitzsch für unterklassige Vereine wie den TuS Ovenhausen, SuS Lage, den TuS Vinsebeck, den SV Höxter, den SV Kollerbeck und den FC Stahle aktiv. Zuletzt war der Zweitligaspieler als Trainer für den TSC Steinheim tätig, musste den Verein allerdings nach dem Saisonstart wieder verlassen. Hauptberuflich arbeitet Norbert Dölitzsch als Industriekaufmann.